# Cercomacra brasiliana
El hormiguero brasileño (Cercomacra brasiliana), también denominado hormiguerito de Río de Janeiro, es una especie de ave paseriforme de la familia Thamnophilidae perteneciente al género Cercomacra. Es endémico del sureste de Brasil.

## Distribución y hábitat
Se distribuye en el sureste de Brasil, desde el sur de Bahía y este de Minas Gerais, hasta Espirito Santo y Río de Janeiro.
Esta especie es considerada rara y local en su hábitat natural: el sotobosque de bordes de selvas húmedas y crecimientos secundarios hasta los 1000 m de altitud.

## Estado de conservación
El hormiguero brasileño ha sido calificado como «casi amenazado» por la Unión Internacional para la Conservación de la Naturaleza (IUCN) debido a que se presume que su población total sea moderadamente baja, preliminarmente estimada en 15 000 a 30 000 individuos, que probablemente existe en pequeñas sub-poblaciones, y que se estima estar en decadencia debido a la continua pérdida de hábitat.

## Sistemática

### Descripción original
La especie C. brasiliana fue descrita por primera vez por el ornitólogo austríaco Carl Eduard Hellmayr en 1905 bajo el mismo nombre científico; la localidad tipo es: «Río de Janeiro, Brasil».

### Etimología
El nombre genérico femenino «Cercomacra» deriva del griego «kerkos»: cola y «makros»: larga, significando «de cola larga»; y el nombre de la especie «brasiliana», proviene del latín «brasilianus, brasiliensis»: brasileño.

### Taxonomía
Forma un clado con Cercomacra cinerascens, aunque las vocalizaciones sugieren una relación con el «grupo C. nigricans». Es monotípica.